# Прапор Якимівки
Пра́пор Яки́мівки затверджений 25 грудня 2003 року рішенням № 6 Якимівської селищної ради.

## Опис
Прапор смт. Якимівка — це прямокутне полотнище у; співвідношенні сторін 1:1,5, однокольоровий, жовтого кольору. Жовтий колір за геральдичними канонами є символом багатства, а у цьому випадку символізує ниви, степ, колосся пшениці, а також надії мешканців селища на багате майбутнє та добробут.
У центрі прапора розташований щит герба селища у співвідношенні площі прапора та герба 500:1.
Древко прапора довжиною 2,4 м, діаметром 3,0 см, пофарбоване жовтою фарбою.
Спільний авторський проєкт робочої групи з утворення геральдики селища.